# Тапальпа
Тапальпа (исп. Tapalpa) — небольшой городок в Мексике, в штате Халиско, входит в состав одноименного муниципалитета и является его административным центром. Численность населения, по данным переписи 2020 года, составила 5955 человек.

## Общие сведения
Название Tapalpa с языка науатль можно перевести как: разноцветная земля или земля богатая красками.
Поселение было основано в доиспанский период.
В 1510 году отоми, проживавшие в этом поселении, приняли участие в войне за солончаки против империи тарасков.
В 1523 году регион был покорён конкистадорами во главе с Алонсо де Авалосом.
В 1531 году началась евангелизация местного населения, которой занимались монахи-францисканцы: Мартин де Хесус, Хуан де Падилья, Мигель де Болонья и Андрес де Кордоба.
В 1650 году рядом с храмом и монастырём Святого Антонио Падуанского была основана семинария.
В 1838 году Тапальпа получила статус посёлка, а 11 мая 1878 года — статус вильи.
Тапальпа расположена в 130 км к югу от столицы штата, города Гвадалахара, на региональной автодороге 436.

## Население
| Год  | Численность | Численность |
| ---- | ----------- | ----------- |
| 2000 | 5566        | [ 7 ]       |
| 2010 | 5782        | [ 8 ]       |
| 2020 | 5955        | [ 9 ]       |